# International Superstar Soccer Deluxe
International Superstar Soccer Deluxe (skraćeno:ISS Deluxe, u Japanu: Jikkyou World Soccer 2: Fighting Eleven) druga je igra u serijalu videoigara International Superstar Soccer. Proizvođač je japanski Konami. ISS Deluxe je izašao 1995. i proizvodio se za konzole: PlayStation, Sega Mega Drive i Super Nintendo.

## Momčadi
Kao i u prvom ISS-u, ISS-u Deluxe sadrži samo reprezentacije. Zanimljivo je i da se u njemu po prvi put pojavljuje Hrvatska nogometna reprezentacija.

### Europa
Europske nogometne reprezentacije u ISS-u Deluxe:
- Engleska
- Njemačka
- Italija
- Wales
- Škotska
- Sjeverna Irska
- Francuska
- Nizozemska
- Norveška
- Španjolska
- Irska
- Portugal
- Švedska
- Češka
- Danska
- Austrija
- Belgija
- Rumunjska
- Rusija
- Bugarska
- Švicarska
- Hrvatska
- Grčka

### Sjeverna i Južna Amerika
Sjevernoameričke i južnoameričke nogometne reprezentacije u ISS-u Deluxe:
- Brazil
- Argentina
- Kolumbija
- Venezuela
- Meksiko
- Kostarika
- Jamajka
- SAD
- Urugvaj
- Paragvaj

### Azija i Afrika
Azijske i afričke nogometne reprezentacije u ISS-u Deluxe:
- Japan
- Turska
- Južna Koreja
- Nigerija
- Gana
- Kamerun
- Maroko